# Sommerau (Bas-Rhin)
Sommerau község Franciaország Grand Est régiójában, Bas-Rhin megyében. Új községként 2016. január 1-jén jött létre Allenwiller, Birkenwald, Salenthal és Singrist korábbi község egyesítésével.

## Népesség
| Lakosok száma | 1524 | 1534 | 1530 | 1530 | 1524 | 1524 |
|               | 2017 | 2018 | 2019 | 2020 | 2021 | 2022 |